# كارلوس مور (كاتب)
كارلوس مور هو صحفي وكاتب كوبي، ولد في 4 نوفمبر 1942 في كاماغواي في كوبا.

## وصلات خارجية
- كارلوس مور على موقع قاعدة بيانات برودواي على الإنترنت (الإنجليزية)